# 莫敏清真寺
莫敏清真寺（英語：Momin Mosque）是孟加拉国的一座清真寺，位於巴里萨尔专区比羅傑布爾縣瑪夫巴里亞烏帕齊拉的Burirchar村，為一木造清真寺，是孟加拉國的國家遺產。

## 歷史

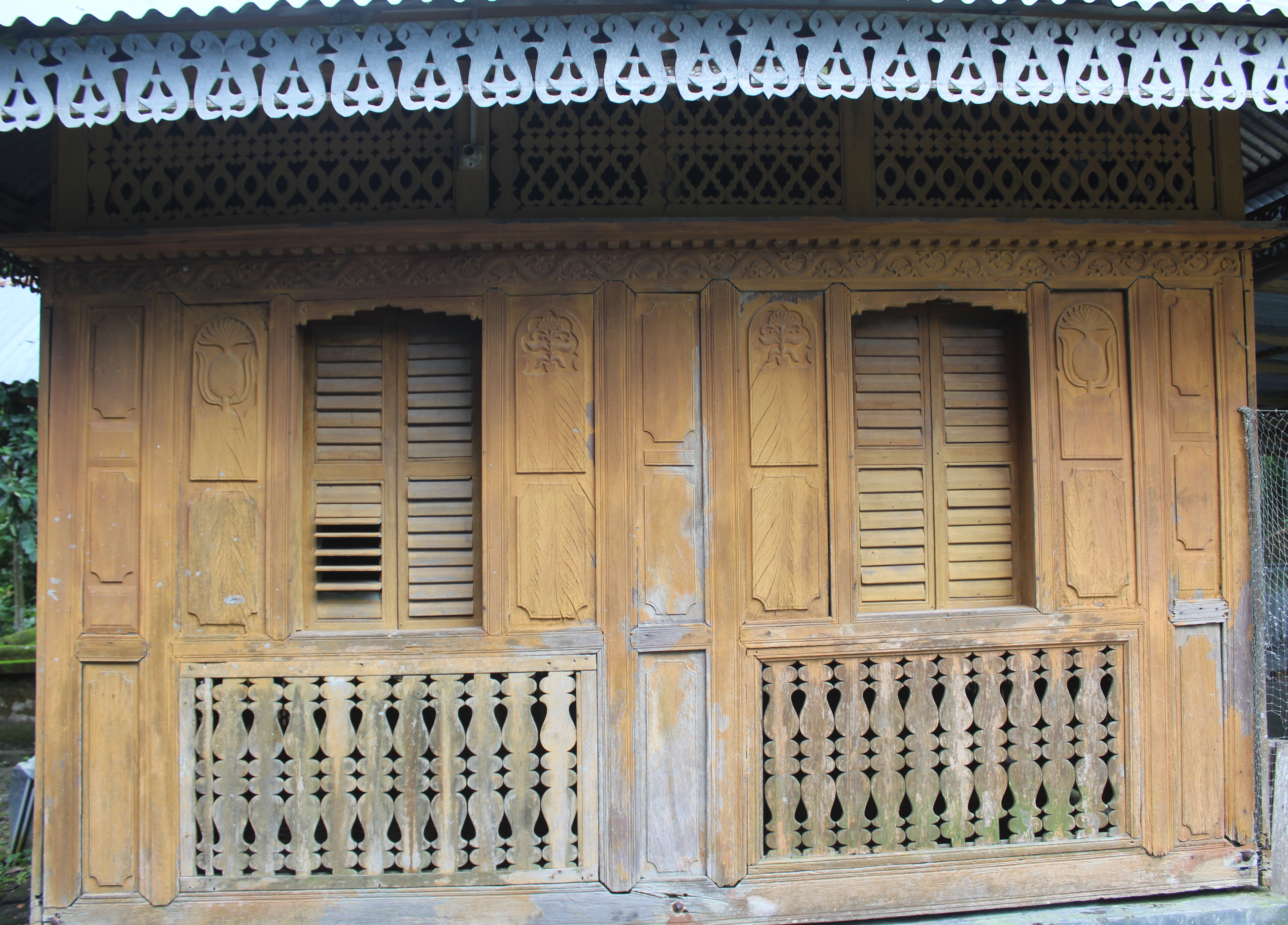
清真寺外觀

莫敏清真寺建於1913年，該村一位慈善家Momin Uddin Akon雇用來自內沙拉伯德烏帕齊拉的22名工匠，費時七年建成，他的墓地即位於清真寺的西北側。2003年莫敏清真寺獲孟加拉國政府認定為國家遺產，2008年政府對該清真寺進行了一些翻修，稍微改變了其原本的樣貌，但現時莫敏清真寺仍有受潮的問題。

## 建築特色
莫敏清真寺為木造建築，且建築中完全沒有使用釘子，入口位於東側，為一雙扇門，禮拜大堂位於一基座之上，呈長方形，長7.47公尺，寬3.55公尺，共可容納約30人。兩長邊上各有六根柱子，兩短邊則各有3根柱子以支持屋頂，屋頂中央為通風而稍有挑高，牆壁設計亦有通風考量，上部與下部有孔洞，中部則有窗戶。

## 圖集
- 修復過的阿拉伯文書法雕飾
- 修復過的木雕，四角分別雕有一位哈里發的名字，中央則是先知穆罕默德的全名
- 修復過的花卉形的木雕